# Антикризисное управление
Антикри́зисное управле́ние — процесс применения форм, методов и процедур, направленных на социально-экономическое оздоровление финансово-хозяйственной деятельности индивидуального предпринимателя, предприятия, отрасли, создание и развитие условий для выхода из кризисного состояния. Основными кризисами, которым подвержена финансово-хозяйственная деятельность субъектов экономики, считаются стратегический кризис, тактический кризис и кризис платёжеспособности. Причиной всех кризисов является управление (неадекватное, непрофессиональное, злоупотребление или откровенное мошенничество в результате воровства или рейдерства, манипуляций, действий по сговору, коррупция), направленное на преследование целей за пределами задач проекта (государство, министерства, корпорация, фирма, учреждение).

## Кризисные факторы
К возникновению кризиса на уровне хозяйствующих субъектов приводят следующие факторы:
- внешние факторы — несбалансированная денежно-кредитная и бюджетно-налоговая политика, неудовлетворительная структура доходов и расходов населения, нестабильность функционирования базовых политико-правовых институтов, отставание в научно-техническом развитии, конкуренция;
- внутренние факторы — ошибки в производственной, финансовой, маркетинговой стратегии, нерациональное использование ресурсов, непрофессиональный менеджмент, низкий уровень организационной и корпоративной культуры;
- информационные факторы — несоответствие действительности информации, используемой при управлении объектом вследствие политических факторов, маркетинговой стратегии контрагентов и/или конкурентов либо управления подсистемами объекта, направленного на преследование целей за пределами задач проекта.

## Направления антикризисного управления
Основными направлениями антикризисного управления на уровне хозяйствующего субъекта считаются постоянный мониторинг финансово-экономического состояния предприятия; разработка протоколов, гарантирующих целостность информационных потоков на предприятии; разработка новых управленческой, финансовой и маркетинговой стратегий; сокращение постоянных и переменных издержек; повышение производительности труда; привлечение средств учредителей; усиление мотивации персонала. Одной из важных антикризисных мер часто становится организация системы управления дебиторской задолженностью на предприятии.
К мерам регионального или федерального уровня относятся корректировка финансово-экономической, социальной, научно-технической, инвестиционной, внешнеэкономической политики, выявление и прогнозирование внутренних и внешних угроз экономической стабильности, разработка комплекса оперативных и стратегических мер по преодолению негативных факторов, укрепление контроля, правопорядка, соблюдение законодательства.

## Проблематика антикризисного управления
Первая группа проблем — проблемы распознавания предкризисных ситуаций: своевременно увидеть наступление кризиса, обнаружить его первые признаки, понять его характер. От этого зависит возможное предотвращение кризиса. Но не все кризисы можно предотвратить, многие надо преодолеть, и это осуществляется с помощью грамотного управления организацией.
Вторая группа проблем связана с ключевыми сферами деятельности организации. Это прежде всего методологические проблемы её деятельности. В процессе их решения формируется миссия и цель управления, определяются пути, средства и методы управления в условиях кризисной ситуации. Эта группа также включает комплекс проблем финансово-экономического характера.
Третья группа проблем включает в себя проблемы прогнозирования кризисов и вариантов поведения социально-экономической системы в кризисном состоянии, проблемы поиска необходимой информации и разработки управленческих решений. Проблемы анализа и оценки кризисных ситуаций также относятся к этой группе. Сюда же можно отнести и проблемы разработки инновационных стратегий, которые способствуют выводу организации из кризиса.
Четвёртая группа проблем включает в себя конфликтологию и селекцию (отбор) персонала, которые всегда сопровождают кризисные ситуации, инвестирование антикризисных мер, проблемы банкротства и санации предприятий.
Состав типичных проблем антикризисного управления отображает то, что оно является особым типом управления, обладающим специфическими чертами.